# Archiwum (film 2020)
Archiwum (ang. Archive) – film science fiction koprodukcji amerykańsko-brytyjsko-węgierskiej z 2020 roku w reżyserii Gavina Rothery’ego. 

## Fabuła
George Almore (Theo James) pracuje w starej placówce badawczej w prefekturze Yamanashi w Japonii. Położony w głębi malowniczego lasu ośrodek ma dobudowany dom. Jedynym towarzystwem George’a są skonstruowane przez niego prototypy robotów.
Pewnego dnia odwiedzają go pracownicy archiwum, które pozwala mu kontaktować się ze sztucznie podtrzymywaną świadomością zmarłej żony (Stacy Martin). Podczas wizyty wykrywają szereg nieprawidłowości: zerwanie zabezpieczającej plomby, ingerencje w system, a także w domowej jednostce archiwalnej ciało zmarłego użytkownika.

## Obsada
- Theo James jako George Almore
- Stacy Martin jako Jules Almore
- Rhona Mitra jako Simone
- Toby Jones jako Vincent Sinclair
- Richard Glover jako Melvin
- Peter Ferdinando jako Tagg

## Produkcja
Film kręcono na Węgrzech w Budapeszcie oraz w Norwegii (wodospad Månafossen).